# チャールズ・ウッドコック

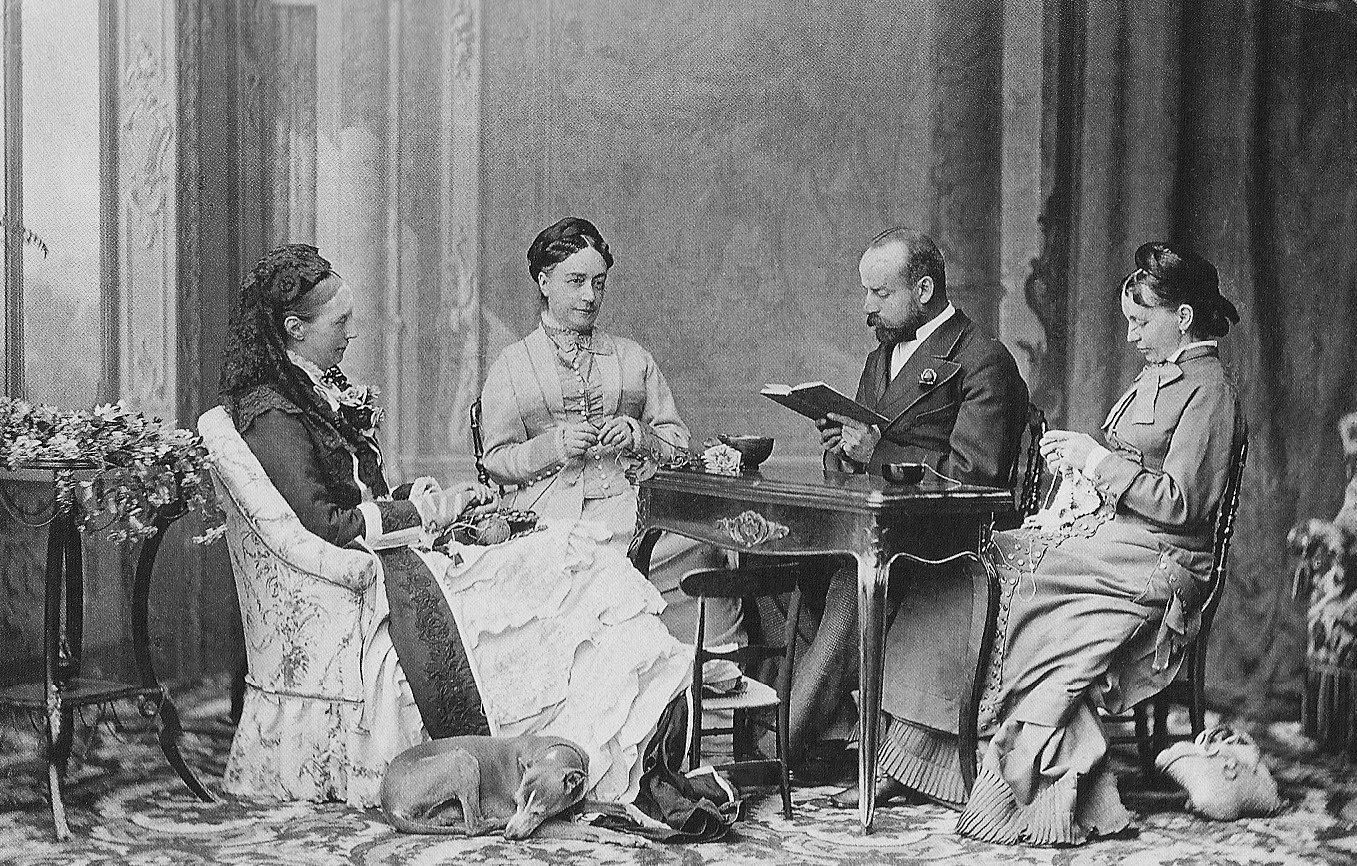
安楽椅子に座って2人の女官と共に編み物をするヴュルテンベルク王妃オリガ・ニコラエヴナ（左端）と、王妃のために本を朗読する講読係チャールズ・ウッドコックと思われる男性、ジュゼッペ・アンブロゼッティ（Giuseppe Ambrosetti）がニースで撮影、1885年頃

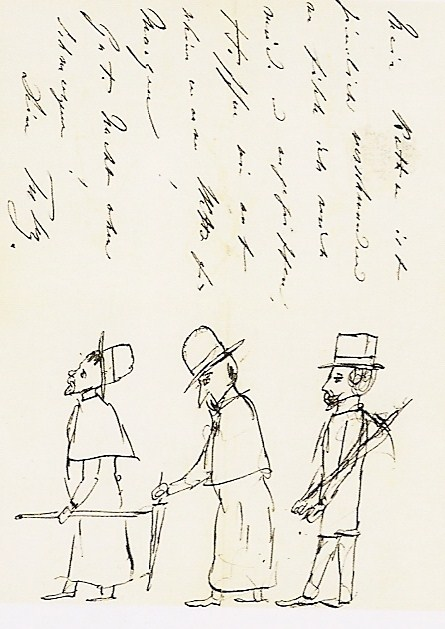
ヴュルテンベルク王カール1世がウッドコックに宛てたイラスト付きの手紙、1887年のもの

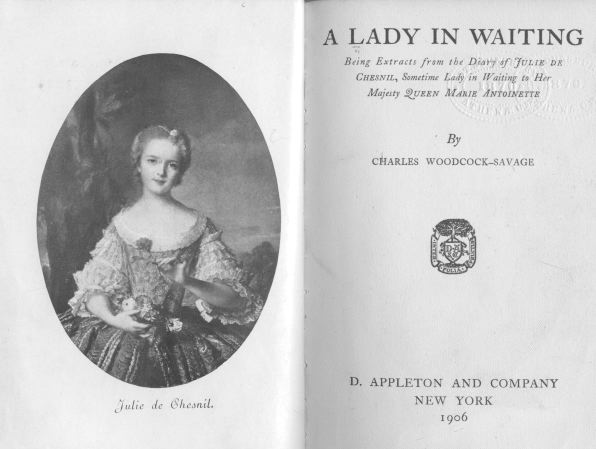
『女官：かつてフランスのマリー・アントワネット王后陛下に女官として仕えたジュリー・ド・シェニルの日記より抜粋』1906年、ニューヨークのD・アップルトン&カンパニー（D. Appleton & Company）より出版。シェニルの「肖像」とされるものは、実際にはマリー・アントワネットの義理の叔母の1人フランス王女ルイーズ・マリー・ド・フランスの肖像画である

チャールズ・バージャー・ウッドコック（Charles Burger Woodcock, 1850年5月1日 ニューヨーク - 1923年6月26日 ニューヨーク）は、アメリカ合衆国出身の会衆派教会説教師。南ドイツのヴュルテンベルク王カール1世の晩年の寵臣（愛人）となった。

## 生涯
ジョナス・ガーニー・ウッドコック（1822年 - 1908年）とセーラ・サヴェージ（1824年 - 1893年）の間の息子。ジョージ・H・ヘップワース（George H. Hepworth）に師事して会衆派牧師となり、ヘップワースの命令で欧州大陸での宣教に従事。1883年、ドイツのシュトゥットガルトを訪問時にヴュルテンベルク王妃オリガ・ニコラエヴナに気に入られて講読係となり、ヴュルテンベルク宮廷の一員に加わる。王妃の夫であるカール1世王は同性愛者で、過去に複数の男性の愛人を持っていたが、ウッドコックを気に入って新たな愛人とし、彼を自分の侍従に任命した。
1888年、ウッドコックが国王の寵愛を笠に着て王の私生活や国政における政治決定に強い影響力を及ぼしていることが、ヴュルテンベルク王国における深刻な政治問題として取り沙汰され、2人の関係は同国首相ヘルマン・フォン・ミットナハトから強く非難された。ところがカール国王は非難を受けた直後にウッドコックをウッドコック＝サヴェージ男爵（Freiherr Charles von Woodcock-Savage）に叙爵したため、世論の憤激を買い、ウッドコックは国外追放され、1890年ニューヨークに帰った。ウッドコックは追放される際に国王と交わした性的な事柄や政治問題を論じ合った手紙を持ち帰っており、これを使ってカール国王を恐喝し、示談金30万マルクを受け取っている。
帰国後は母方の姓を使用しチャールズ・サヴェージ（Charles Savage）と称した。1894年6月14日にヘンリッエッタ・ネーベル・ステイプルズ（Henrietta Knebel Staples）という、4人の息子を抱えた未亡人と結婚。1897年6月19日、妻の4人の連れ子ジョゼフ、ハリー、ハーバートそしてレズリー・カーティスと法的に養子縁組を行い、彼らにサヴェージ姓を名乗らせた。レズリー・カーティスはさらに継父と同じチャールズに名前を変更した。
1906年、フランス王妃マリー・アントワネットにかつて女官として仕えた女性ジュリー・ド・シェニルの日記を抜粋したとする『女官（A Lady in Waiting）』という本を出版。彼は献辞の中で、本を自分がかつて知り合い、愛し信頼した一人の人物の気高い魂、すなわち1891年に他界したカール国王に捧げるとした。序章で本の来歴が説明されている。訳者がパリ旅行中、同行していた耽美主義者の親友がオテル・ドゥルオーのオークションで競り落としたルイ16世様式の棚の、傷んだ引き出しから出てきた黄ばんだジュリー・ド・シェニルの日記を、友人の許可を得て翻訳し出版したというものである。同書は回想録と銘打っているが、実際にはいわゆる偽自伝小説であり、枠物語形式の回想録風小説である。
1923年に死去した際は、マンハッタン西155番街の代祷教会で葬儀が営まれ、トリニティ教会付属墓地に埋葬された。

## 引用・脚注
1. ↑  Hergemöller, S. 409f; anders: Sauer.
2. ↑  Sauer.
3. ↑  A Lady in Waiting (siehe: Literaturverzeichnis).
4. ↑  "To a Noble Soul I Knew and Loved and Mourn,"
5. ↑  “SAVAGE -- Charles B. Woodcock Savage”. The New York Times. (1923年6月27日) 2023年4月21日閲覧。
6. ↑  “Trinity Church, an Episcopal Parish in Asbury Park, NJ”. 2020年6月4日時点のオリジナルよりアーカイブ。2023年4月21日閲覧。